# Doslov aneb Abdikace
Umělecký manifest Doslov aneb Abdikace (též označovaný jako Abdikace) je kolektivní provolání neformální skupiny libeňských autorů přečtený pravděpodobně v roce 1950. Tento manifest má opoziční charakter a do začátku devadesátých let byl veřejnosti prakticky neznámý.

## Význam manifestu
S libeňskou skupinou bylo spřízněno mnoho mladých umělců a teoretiků, kteří se později proslavili; jedná se o Bohumila Hrabala, Egona Bondyho, Vladimíra Boudníka, Mikuláše Medka a další. Studium Abdikace může zvýšit pochopení jejich raného vývoje.

## Teze manifestu
Autoři – v dobovém kontextu – provokativním způsobem odmítají sdílet oficiální revoluční étos. Mimo jiné se přihlašují k bývalé maloburžoazii a píší: „Víme jen toto: Náš vztah k výrobním prostředkům není žádný, protože nepracujeme a nemáme v úmyslu kdy pracovat“. Proklamují úsilí o seberealizaci a štěstím svým vlastním nezávislým způsobem odlišným od mas, odmítají všechny ideologie a chtějí tvořit bez uměleckého programu, jen „mimoděky“. 
Tyto postoje nepovažují za obecně závazné mravní imperativy, ale za výhradně individuální nepragmatické rozhodnutí. Nečekají, že tyto postoje budou zajímavé pro okolí, a odmítají je propagovat.
Zároveň zdůrazňují výhody socialismu a komunismu a považují za nadřazený kapitalismu. Prohlašují: „Ať nikoho ani ve snu nenapadne zakládat novou církev. To se podařilo jenom komunistům, a ti měli předpoklady tkvící v podstatě jejich věci“.